# Teorie del complotto sul riscaldamento globale
Le teorie del complotto sul riscaldamento globale sono ipotesi eterogenee più o meno credibili, che ritengono vi siano secondi fini di carattere finanziario o politico dietro il surriscaldamento terrestre. Alcune di queste ipotesi citano altre costanti complottiste come le scie chimiche o il nuovo ordine mondiale.
Si discute se alla base vi siano altre motivazioni di carattere finanziario per ottenere più fondi e denaro possibile con la scusa di fermare il processo climatico oppure l'effettiva inesistenza di questo fenomeno, ovvero un falso montato ad arte con il solo scopo di accumulare finanze per enti governativi e non sull'argomento.

## I presunti complici
Secondo i vari complottisti le organizzazioni complici della cospirazione sarebbero le Nazioni Unite, il Gruppo Bilderberg, il Club di Roma, il Green Cross International, la General Electric e importanti personalità sulla scena politica ed economica mondiale come Kofi Annan, Jacques Chirac, Maurice Strong, George Soros, Al Gore e Michail Gorbačëv.

## Contesto
Come affermato dall'Intergovernmental Panel on Climate Change (IPCC), il maggior contributo al riscaldamento globale è l'aumento del biossido di carbonio atmosferico (CO2) dal 1750, in particolare dalla combustione di combustibili fossili, dalla produzione di cemento e dai cambiamenti nell'uso del suolo come la deforestazione. Il quinto rapporto di valutazione (AR5) dell'IPCC afferma:
L'influenza umana è stata rilevata nel riscaldamento dell'atmosfera e dell'oceano, nei cambiamenti nel ciclo globale dell'acqua, nella riduzione di neve e ghiaccio, nell'innalzamento medio globale del livello del mare e nei cambiamenti in alcuni estremi climatici. Questa prova dell'influenza umana è cresciuta dall'AR4. È estremamente probabile (95-100%) che l'influenza umana sia stata la causa principale del riscaldamento osservato dalla metà del XX secolo.

IPCC AR5 WG1 Riepilogo per i responsabili politici 
Le prove del riscaldamento globale dovuto all'influenza umana sono state riconosciute dalle accademie scientifiche nazionali di tutti i principali paesi industrializzati. Nessun organismo scientifico di rilievo nazionale o internazionale mantiene un'opinione formale dissenziente dalle sommarie conclusioni dell'IPCC.

### Disinformazione e accuse a scienziati e attivisti

#### Teorie del complotto contro il riscaldamento globale
Nonostante questo consenso scientifico sul cambiamento climatico, sono state avanzate accuse secondo cui scienziati e istituzioni coinvolti nella ricerca sul riscaldamento globale fanno parte di una cospirazione scientifica globale o sono coinvolti in una bufala manipolativa. Ci sono state accuse di negligenza, in particolare nella controversia via e-mail dell'unità di ricerca climatica ("ClimateGate"). Otto comitati hanno indagato su queste accuse e pubblicato rapporti, senza trovare prove di frode o cattiva condotta scientifica. Il rapporto Muir Russell affermava che "il rigore e l'onestà degli scienziati non sono in dubbio", che gli investigatori "non hanno trovato alcuna prova di comportamento che potrebbe minare le conclusioni delle valutazioni dell'IPCC", ma che c'era stato "un modello coerente di non riuscire a mostrare il giusto grado di apertura". Il consenso scientifico sul fatto che il riscaldamento globale si sta verificando a causa dell'attività umana è rimasto invariato alla fine delle indagini.
In Italia il quotidiano Libero ha negato in più occasioni il problema del riscaldamento globale asserendo invece che la temperatura della Terra si stia alzando per cause quasi esclusivamente naturali. Nel 2019 uscì con una prima pagina provocatoria dal titolo “Riscaldamento globale? Ma se fa freddo”. Il 18 aprile 2019, in occasione della visita di Greta Thunberg a Papa Francesco, Libero esce con una prima pagina provocatoria dedicata all'attivista contro il cambiamento climatico.. In un'intervista al quotidiano, Nicola Scafetta, ricercatore presso l'Università degli Studi di Napoli Federico II, conferma la tesi del giornale sul cambiamento climatico e afferma che Greta Thunberg sia pilotata per interessi economici. Anche Nicola Porro ha sostenuto che essa porti avanti questa battaglia a fini economici.
Anche il quotidiano La Verità ha messo in dubbio l'attività umana come causa del cambiamento climatico.
Sul web si diffuse la falsa notizia che il premio Nobel Carlo Rubbia avesse negato il cambiamento climatico.
Divenne molto virale sul web una presunta mappa dell'Italia nell'anno 2100 con molte zone sommerse (soprattutto Lombardia e Veneto) a causa del cambiamento climatico, tanto da essere ripresa da diverse testate italiane che la descrivevano come veritiera.
L'ambientalista Michael Shellenberger affermò: "Il cambiamento climatico è reale. Solo che non è la fine del mondo. Non è nemmeno il più grave tra i problemi ambientali". In realtà il cambiamento climatico è considerato dalla comunità scientifica il maggiore dei problemi ambientali.
Sul web circolò la teoria che le limitazioni alle attività umane imposte dalla pandemia di COVID-19 potessero rallentare il cambiamento climatico ma fu poi smentita.
Il senatore James Inhofe ha affermato nel 2003: "Con tutta l'isteria, tutta la paura, tutta la scienza fasulla, potrebbe essere che il riscaldamento globale provocato dall'uomo sia la più grande bufala mai perpetrata contro il popolo americano?".
Nel 2010 Donald Trump ha affermato che "Con l'inverno più freddo mai registrato, con la neve che ha stabilito livelli record su e giù per la costa, il Comitato Nobel dovrebbe ritirare il Premio Nobel da Al Gore...vuole che ripuliamo le nostre fabbriche e gli impianti per proteggerci dal riscaldamento globale, quando alla Cina e ad altri paesi non potrebbe importare di meno. Ci renderebbe totalmente non competitivi nel mondo manifatturiero, e Cina, Giappone e India stanno ridendo della stupidità dell'America". Poi, nel 2012, ha fatto un tweet: "Il concetto di riscaldamento globale è stato creato da e per i cinesi al fine di rendere la produzione statunitense non competitiva". Più tardi, nel 2016, durante la sua campagna presidenziale, ha affermato che il suo tweet del 2012 fosse uno scherzo dicendo che "Ovviamente, scherzo. Ma questo viene fatto a beneficio della Cina, perché la Cina non fa nulla per aiutare il cambiamento climatico. Bruciano tutto ciò che potresti bruciare; non gli potrebbe importare di meno (...).
Un gruppo di 500 scienziati, imprenditori e lobbisti dell’industria energetica australiana ha inviato una lettera al Segretario dell’ONU, Antonio Guterres, sostenendo che non esista alcuna emergenza climatica, che gli investimenti nelle fonti rinnovabili mettano a rischio l'economia di intere nazioni e che l’aumento di CO2 nell’atmosfera faccia bene all’ambiente.
Il fisico Frederick Seitz scrisse un articolo sul Wall Street Journal nel 1996 criticando il secondo rapporto di valutazione dell'IPCC. Sospettava la corruzione nel processo di revisione tra pari.. Insieme al biochimico Arthur Robinson, Seitz ha promosso successivamente la cosiddetta petizione Oregon sostenendo la carenza di consenso scientifico sul riscaldamento globale.
Nel 2006 il professore di Scienze Atmosferiche William M. Gray ha detto che il riscaldamento globale è diventato una causa politica per la mancanza di qualsiasi altro nemico dopo la fine della Guerra Fredda.
Nel 2007 il meteorologo John Coleman ha scritto un post sul blog sostenendo che il riscaldamento globale è la più grande truffa della storia.
Nel 2014 il fisico William Happer, in seguito nominato dal presidente Donald Trump membro del Consiglio per la sicurezza nazionale, ha affermato che "la demonizzazione del diossido di carbonio è come la demonizzazione dei poveri ebrei sotto Hitler".
Il documentario televisivo The Great Global Warming Swindle è stato realizzato da Martin Durkin, che ha definito il riscaldamento globale "un'industria mondiale da molti miliardi di dollari, creata da ambientalisti fanaticamente antiindustriali". Nel 2007 sul Washington Times disse che il suo film avrebbe cambiato la storia e predisse che "tra cinque anni l'idea che l'effetto serra sia la ragione principale del riscaldamento globale sarà vista come una sciocchezza totale".

#### Teorie del complotto a favore del riscaldamento globale
Nel 2006, il documentario "Who Killed the Electric Car?" ha affermato che Chevron vieta le tecnologie avanzate delle batterie (come le NiMH di grande formato) da utilizzare nei veicoli elettrici (è stato anche ipotizzato il tentativo di nascondere la tecnologia). La prova principale alla base di questa teoria sarebbero le cause per violazione di brevetto contro le case automobilistiche. Questa affermazione riguarda più i vantaggi finanziari delle compagnie petrolifere rispetto al monopolio dell'industria dei combustibili, ma è indirettamente correlata al suo effetto sul riscaldamento globale.
Nel 2016 J. Marvin Herndon ha pubblicato un articolo sulla rivista Frontiers in Public Health che è stato successivamente ritirato a causa del mancato rispetto degli standard della rivista. Il documento afferma che c'è un ampio sforzo governativo in tutto il mondo per fare geoingegneria e modifiche meteorologiche che possono eventualmente provocare il riscaldamento globale tra le altre cose. Questo articolo contribuisce alla teoria della cospirazione delle scie chimiche. Nel 2017 Herndon ha affermato che una sostanza oleosa-cinerea, che è stata accidentalmente rilasciata da un aereo nel 2016 ed è caduta su sette residenze e veicoli nel Michigan (USA), assomiglia a fori di crioconite osservati sullo scioglimento dei ghiacciai, indicando uno sforzo deliberato di accelerare riscaldamento globale.

## Motivi
Dai complottisti sono stati presentati svariati motivi per cui gli enti potrebbero favorire questo fenomeno climatico, qui se ne riportano alcuni:
- La volontà di creare una governance globale da parte dell'Organizzazione delle Nazioni Unite motivando ciò con l'unione di tutte le nazioni per debellare l'effetto serra.[62]
- Supporto finanziario alla comunità scientifica e ambientalista nel prevenire e ricercare soluzioni alla questione.[63]
- Sviluppo dell'energia nucleare così da rimpiazzare il petrolio e altre fonti inquinanti.[63][64][65]
- Poiché molte persone hanno investito in società di energia rinnovabile, rischiano di perdere un sacco di soldi se il riscaldamento globale si dimostra infondato. Secondo questa teoria, i gruppi ambientalisti quindi corrompono gli scienziati del clima per modificare i loro dati in modo che siano in grado di garantire il loro investimento finanziario in energia verde[54].
- La volontà di alcune nazioni di danneggiare l'economia delle nazioni competitor[47][48][49]
- Soppressione della sovranità locale. Gli estremisti liberali affermano che "il cambiamento climatico è una bufala perpetrata dai radicali di sinistra per minare la sovranità locale"[66].

## Effetti negativi
La cospirazione del cambiamento climatico ha portato a un'azione scarsa o nessuna azione per mitigare efficacemente i danni causati dal riscaldamento globale. In alcuni paesi come gli Stati Uniti, il 40% degli americani crede che il cambiamento climatico sia una bufala, nonostante la maggior parte degli scienziati del clima concordi sul fatto che non lo sia. Il presidente Donald Trump ha persino ritirato gli Stati Uniti dall'Accordo di Parigi, che era stato istituito nella speranza di ridurre il riscaldamento globale. Potrebbe esserci un'ideologia di negazione del cambiamento climatico in alcune regioni del mondo, che porterebbe a disaccordi su come gestire il cambiamento climatico e cosa dovrebbe essere fatto di fronte ad esso.

## Finanziamento
Ci sono prove che alcuni di coloro che sostengono tali cospirazioni fanno parte di campagne di disinformazione ben finanziate progettate per creare controversie, minare il consenso scientifico sul cambiamento climatico e minimizzare gli effetti previsti del riscaldamento globale. Individui e organizzazioni hanno tenuto vivo il dibattito sul riscaldamento globale molto tempo dopo che la maggior parte degli scienziati aveva raggiunto le proprie conclusioni. Questi dubbi hanno influenzato i responsabili politici sia in Canada che negli Stati Uniti e hanno contribuito a formare politiche governative. 
Dalla fine degli anni '80 questa campagna, ben coordinata e ben finanziata da scienziati "bastian contrari", think tank del libero mercato e industrie, ha creato una nebbia paralizzante di dubbi sul cambiamento climatico. Attraverso pubblicità, editoriali, pressioni e attenzione dei media, i dubbiosi sull'effetto serra (odiano essere chiamati negazionisti) hanno sostenuto in primo luogo che il mondo non si sta riscaldando; le misurazioni che indicano il contrario sono difettose, a loro dire. Quindi hanno affermato che qualsiasi riscaldamento è naturale, non causato dalle attività umane. Ora sostengono che il riscaldamento incombente sarà minuscolo e innocuo. "Hanno modellato quello che hanno fatto dopo l'industria del tabacco", dice l'ex senatore Tim Wirth, che ha guidato le questioni ambientali come sottosegretario di Stato nell'amministrazione Clinton. "Entrambi pensavano, seminavano parecchi dubbi, definivano la scienza incerta e controversa. Ciò ha avuto un enorme impatto sia sul pubblico che sul Congresso ".

Sharon Begley, "The Truth About Denia"
Greenpeace ha presentato le prove che l'industria energetica finanzia la negazione del cambiamento climatico nel suo progetto "Exxon Secrets". Un'analisi condotta da The Carbon Brief nel 2011 ha rilevato che 9 su 10 degli autori più prolifici che hanno messo in dubbio il cambiamento climatico o si sono espressi contro di esso avevano legami con ExxonMobil. Greenpeace ha affermato che le industrie Koch hanno investito più di 50 milioni di dollari negli ultimi 50 anni per diffondere dubbi sul cambiamento climatico. ExxonMobil ha annunciato nel 2008 che avrebbe tagliato i suoi finanziamenti a molti dei gruppi che "distolgono l'attenzione" dalla necessità di trovare nuove fonti di energia pulita, anche se nel 2008 ha ancora finanziato "due dozzine di altre organizzazioni che mettono in dubbio la scienza del riscaldamento globale o politiche di attacco per risolvere la crisi".  Un sondaggio condotto dalla Royal Society britannica ha rilevato che nel 2005 ExxonMobil ha distribuito 2,9 milioni di dollari a 39 gruppi che "hanno travisato la scienza del cambiamento climatico negando apertamente le prove".

## Libri scritti da teorici della cospirazione
- Inhofe, James. The Greatest Hoax—How the global warming conspiracy threatens your future.
- Bell, Larry. Climate of Corruption—Politics and power behind the global warming hoax.
- Andrew Montford. The Hockey Stick Illusion—Climate and the corruption of science.
- Solomon, Lawrence. The Deniers—The world-renowned scientists who stood up against global warming, political persecution and fraud.
- Michaels, Pat and Balling, Robert. Climate of Extremes—Global warming science they don’t want you to know.
- Sussman, Brian. Climategate—A veteran meteorologist exposes the global warming scam.
- Isaac, Rael Jean. Roosters of the Apocalypse—How the junk science of global warming nearly bankrupted the Western world.

## Rappresentazioni di fantasia
Il romanzo State of Fear di Michael Crichton, pubblicato nel dicembre 2004, descrive una cospirazione di scienziati per creare panico nel pubblico sul riscaldamento globale. Il romanzo include 20 pagine di note a piè di pagina, descritte da Crichton come una base fattuale. In un discorso al Senato del 4 gennaio 2005, Inhofe ha erroneamente descritto Crichton come uno "scienziato", e ha detto che la rappresentazione fittizia del libro di organizzazioni ambientaliste principalmente "che si concentrava sulla raccolta di denaro, principalmente spaventando i potenziali contributori con false affermazioni scientifiche e previsioni di un'apocalisse globale" era un esempio di "arte che imita la vita".
In un articolo intitolato La teoria della cospirazione di Crichton, Harold Evans ha descritto la teoria di Crichton come "nello stile politico paranoico identificato dal famoso storico Richard Hofstadter" e ha continuato a suggerire che "se vi capita di essere nel mercato per una teoria della cospirazione oggi, ce n'è uno un po' più credibile documentato dal gruppo di pressione Greenpeace ", ovvero il finanziamento da parte della ExxonMobil di gruppi contrari alla teoria del riscaldamento globale.